# 同志少女よ、敵を撃て
『同志少女よ、敵を撃て』（どうししょうじょよ、てきをうて）は、日本の小説家逢坂冬馬の小説である。第11回アガサ・クリスティー賞を受賞したデビュー作。第166回直木三十五賞候補に挙がり、2022年本屋大賞及び第9回高校生直木賞を受賞。

## あらすじ
モスクワ近郊の「イワノフスカヤ村」で母親と半農半猟の生活を行っていたセラフィマは、ドイツ軍に村人達を惨殺され、赤軍に家や村人の死体を燃やされた。ドイツ軍狙撃兵と赤軍兵士イリーナへの狙撃を誓う彼女は、中央女性狙撃兵学校の先行的分校へ入学し、同様に家族を失った女性兵士たちの仲間となる。卒業後彼女らが投入されるウラヌス作戦、スターリングラード攻防戦、ケーニヒスベルクの戦いなどの激戦が描かれ、独ソ戦の終結を経て物語は終わる。

## 主な登場人物
セラフィマ
（セラフィマ・マルコヴナ・アルスカヤ）
1924年生まれの少女。狩りの名手であり、愛称はフィーマ。狙撃兵訓練学校に入学し、狙撃兵を目指す。
エカチェリーナ
セラフィマの母親。ドイツ軍射撃兵に射殺される。
ミハイル
（ミハイル・ボリソヴィチ・ボルコフ）
セラフィマの幼なじみ。愛称はミーシカ。
イリーナ
（イリーナ・エメリヤノヴナ・ストローガヤ）
元狙撃兵。狙撃兵訓練学校教官長。
シャルロッタ
（シャルロッタ・アレクサンドロヴナ・ポポワ）
狙撃兵訓練学校の生徒。モスクワ射撃大会優勝者。出自を労働階級と偽っていたが、実際の出自は貴族階級。
アヤ
（アヤ・アンサーロヴナ・マカタエワ）
狙撃兵訓練学校の生徒。カザフ人の猟師。
ヤーナ
（ヤーナ・イサーエヴナ・ハルロワ）
狙撃兵訓練学校の生徒。生徒の中では最年長。愛称はママ。
オリガ
（オリガ・ヤーコヴレヴナ・ドロシェンコ）
狙撃兵訓練学校の生徒。ウクライナ出身のコサック。
ターニャ
（タチヤーナ・リヴォーヴナ・ナタレンコ）
赤軍の看護師。
マクシム
（マクシム・リヴォーヴィチ・マルコフ）
赤軍第62軍第13師団、第12歩兵大隊長。
フョードル
（フョードル・アンドレーヴィチ・カラエフ）
赤軍第62軍第13師団、第12歩兵大隊兵士。
ユリアン
（ユリアン・アルセーニエヴィチ・アストロフ）
赤軍第62軍第13師団、第12歩兵大隊狙撃兵。スターリングラード射撃大会優勝者。
ボグダン
第62軍第13師団、第12歩兵大隊付き督戦隊。
ニキータ・フルシチョフ
実在の人物。スターリングラードにてセラフィマと邂逅する。
リュドミラ・パヴリチェンコ
実在の人物。確認戦果309名射殺という成績を残した史上最高の女性スナイパーである。
ゲオルギー・ジューコフ
実在の人物。前線基地で敵前逃亡した、イーゴリ隊長らの助命嘆願をしに来たセラフィマを、一蹴する

## 受賞歴
- 2021年：第11回アガサ・クリスティー賞[3]
- 2021年：キノベス!2022 第1位
- 2022年：2022年本屋大賞[4]
- 2022年：第8回沖縄書店大賞
- 2022年：第9回高校生直木賞[5]

## 漫画
早川書房のマンガサイト『ハヤコミ』にて2024年7月23日より連載中。鎌谷悠希が漫画、速水螺旋人が監修を務める。
- 逢坂冬馬（原作）、鎌谷悠希（漫画）、速水螺旋人（監修）『同志少女よ、敵を撃て』 早川書房〈ハヤコミ〉、既刊1巻（2024年12月11日現在）
  1. 2024年12月11日発売[8]、ISBN 978-4-15-210386-4